# Shawnee Hills (Ohio)
Pour les articles homonymes, voir Shawnee Hills.
Shawnee Hills est un village américain situé dans le comté de Delaware, dans l'Ohio. Selon le recensement de 2010, sa population est de 681 habitants.